# Johannes Nyholm
Johannes Nyholm, född 28 oktober 1974 i Umeå, är en svensk filmskapare och konstnär. Han har arbetat som filmfotograf, klippare och producent på flera av sina filmer.
Nyholm, som är uppvuxen i Lund, har studerat konst- och filmvetenskap på Lunds- och Köpenhamns universitet och därtill gått Konstfacks animationsutbildning i Eksjö. Han började sin professionella bana med att regissera musikvideor och övergick sedan till att skriva och regissera kortfilm och långfilm. Hans filmer har visats på festivaler runtom i världen, såsom Cannes Film Festival, Sundance Film Festival, Toronto International Film Festival och belönats med flera priser och nomineringar, däribland nio Guldbaggenomineringar och fyra Guldbaggar.

## Långfilmer
Långfilmsdebuten Jätten (2016) skildrar den gravt missbildade och autistiske boulespelaren Rikard, som kämpar för att återknyta kontakten med sin mamma. Filmen premiärvisades på Toronto International Film Festival och hade sedan europeisk premiär på Filmfestivalen i San Sebastián, där den vann juryns pris. Den vann sedan flera internationella priser, samt tre Guldbaggar, för bästa film, bästa manus och bästa mask/smink. För Jätten blev Nyholm också nominerad till DN:s kulturpris 2017.
Koko-di Koko-da (2019) är en surrealistisk mardrömsvision om uppbrott och sorg. Ett par åker på tältsemester för att hitta tillbaks till varandra då ett udda varitésällskap dyker upp ur skogen och lurar dem djupare och djupare in i en härva av psykologisk terror och förnedrande slapstick. Filmen hade världspremiär på Sundance Film Festival 2019 och har sedan mottagit ett flertal utmärkelser runtom i världen, däribland Fantasia Film Festivals Camera Lucida Award. Filmen hade premiär på svenska biografer hösten 2019 och har sedan sålts till tretton länder. Premiär i USA och Storbritannien skedde hösten 2020.

## Kortfilmer
Kortfilmerna har ofta rört sig i ett gränsland mellan konst och film och har visats på filmfestivaler, TV och gallerier. De flesta av filmerna har visats på Sveriges Television.
Dockpojken är en pseudodokumentär där Nyholm själv spelar rollen av en konstnär och animatör som är besatt av sin egen skapelse, lerfiguren Dockpojken. Sagan om den Lille Dockpojken är en animerad serie i flera avsnitt som handlar om just denna lilla lerfigur. Bägge filmerna fick stort genomslag internationellt och vann flera utmärkelser . Sagan om den Lille Dockpojken hade premiär på Filmfestivalen i Cannes 2008, sektionen Directors' Fortnight. Den fick sedan närmare tjugo utmärkelser på festivaler världen över och blev nominerad till Cartoon d'Or 2010. Dockpojken fick bl.a både jurypriset och publikpriset på Internationella kortfilmsfestivalen i Hamburg 2008 och huvudpriset på Kurzfilmtage i Wintertuhr , blev sedan guldbaggenominerad och vann Kulturnyheternas bagge för bästa nykomling. Dockpojken visades på gallerier i olika former, bl.a på Moderna Museet i Stockholm.
Drömmar från skogen är ett mörkt skuggspel med specialskriven musik av Little Dragon. Även Drömmar från skogen premiärvisades på Directors' Fortnight i Cannes och blev sedan guldbaggenominerad.
Las Palmas visar Nyholms ettåriga dotter, utklädd till medelålders tant, som går berserk på en bar i Las Palmas, omgiven av marionettdockor. Filmen premiärvisades på Göteborgs Filmfestival 2011 där den vann både kortfilmspriset Startsladden och publikens pris. Den blev kort därefter en världssensation då trailern till filmen på youtube, kallad "Baby trashes bar in Las Palmas" visades på The Jay Leno Show och fick viral spridning med över 20 miljoner visningar på youtube. Senare fick även Las Palmas internationell premiär på filmfestivalen i Cannes, visades på ett antal festivaler och belönades med 20-talet priser, bl.a Guldbagge för bästa kortfilm.

## Filmografi
- 1996 - Små Stunder av Lycka (kortfilm)
- 1997 - Pop-Up (kortfilm)
- 1998 - Blaren (kortfilm)
- 2000 - Tommys System (kortfilm, dokumentär)
- 2008 - Dockpojken (kortfilm)
- 2008 - Sagan om den lille Dockpojken (kortfilm)
- 2009 - Drömmar från Skogen (kortfilm)
- 2011 - Las Palmas (kortfilm)
- 2016 - Jätten
- 2019 - Koko-di Koko-da

## Musikvideor
2003
- The Knife - Heartbeats
- Sagor & Swing - Alla sagor har ett slut
- Silverbullit - Star

2004
- The Soundtrack of Our Lives - Big Time
- The Soundtrack of Our Lives - Heading for a breakdown
- The Plan - Young and Armed
- Gyllene Tider - Tuffa tider / På en sten, vid en sjö I en skog
- Kristofer Åström - The Wild
- Alf - Gröna Linjen
- Melpo Mene - Hello Benjamin
- Melpo Mene - Mothers
- Hello Goodbye - Return to Sender

2005
- The Soundtrack of Our Lives - Beleive I've Found
- Håkan Hellström - En Midsommarnattsdröm
- The Hellacopters - I'm in the Band
- Jenny Wilson - Let my Shoes Lead me Forward

2006
- The Tallest Man on Earth - It will Follow the Rain
- Dharma - Boom, Boom
- Gemene man - In med apan ut med dig

2007
- Little Dragon - Twice